# Изложба „Нови чланови” (1986)
Изложба „Нови чланови” се одржала од марта до октобра 1986. године у Дому културе Студентски град, Дому културе Смедерево, Галерији „Сопоћанска виђења” у Новом Пазару и Народном музеју Прокупље.

## Уметнички савет
Избор чланова и радова за изложбу је обавио Уметнички савет Удружења ликовних уметника Србије у следећем саставу:
- Мића Поповић, председник Савета
- Милан Блануша
- Оливера Грбић
- Божидар Дамјановски
- Драган Добрић
- Бора Иљовски
- Никола Јанковић
- Олга Јанчић
- Јован Ракиџић
- Рајко Сикимић, члан Председништва УЛУС-а

## Излагачи

### Сликари
1. Божанка Белошевац
2. Ивана Брадановић
3. Михајло Бечеј
4. Миомир Грујић
5. Александар Девић
6. Горан Десанчић
7. Велимир Зеленовић
8. Весна Јаношевић
9. Мирјана Јовановић
10. Зорица Шујица Јоцић
11. Јасмина Калић
12. Емир Крајишник
13. Жика Лукић
14. Игор Маринковић
15. Зоран Матић
16. Биљана Младеновић
17. Драгутин Милошевић
18. Света Митић
19. Весна Павићевић Недовић
20. Татјана Николајевић
21. Игор Степанчић
22. Милица Томић
23. Владан Терзић
24. Владимир Ћурчин
25. Сабахудин Чечо

### Вајари
1. Мирјана Антић
2. Миланка Васић
3. Маријана Гвозденовић
4. Сабрина Максимовић
5. Ђорђе Перендија
6. Тамара Ракић

### Графичари
1. Жикица Јовановић
2. Драган Милосављевић
3. Гордана Петровић
4. Жарко Смиљанић
5. Оливера Стојадиновић
6. Драгиша Ћосић
7. Богданка Чабак

### Проширени медији
1. Ненад Брачић

### Конзерватори―рестуаратори
1. Бранкица Аћимовић
2. Данијела Митровић
3. Ружица Васић
4. Мирољуб Филиповић